# Карина Андонова
Карина Стефанова Андонова е българска актриса и гримьорка. Занимава се активно с гримове на различни събития и филми, както и с озвучаването на филми и сериали. Най-известна е с участието си в четвъртия сезон на уеб поредицата „Грим Masters".

## Биография
Родена е на 11 декември 2004 г. в град София, Република България. От дете е част от Експериментална театрална студия „Игра“ към Дом на културата „Средец“ с художествен ръководител Петър Върбанов.
Учила е в галерия „Арт Муза“, а през юни 2018 г. е приета в Националното училище за изящни изкуства „Илия Петров“ и завършва през май-юни 2023 г. Завършила със специалност „Графика“.
През септември 2023 г. е приета в НАТФИЗ „Кръстю Сарафов“ със специалност „Актьорско майсторство за драматичен театър“ в класа на професор Атанас Атанасов с асистенти Мартин Киселов и Антон Угринов. Състудентка е на Антоанета Пастармаджиева, Далия Георгиева, Красимир Христов, Лъчезар Натлев, Рада Христова и Симона Николова, които също учат в школата на Върбанов.
По време на присъствието си в театралната студия „Игра“, тя играе в „Джуджето и седемте снежанки“ от Стефан Цанев, „Последните дни на Юда Искариотски“ от Стивън Адли Гъргъс, „Фронтова линия“ от Че Уолкър, „Коледна песен“ от Чарлз Дикенс и други.
Участва в много сериали и филми, сред които „Съдилището“ на режисьора Стефан Командарев през 2013 г., американската документалната поредица „Barbarians Rising“ в ролята на малката Туснелда, и сериала „Отдел Издирване“ за Нова телевизия в ролята на Надя (кредитирана като „Приятелка на Катя“) в десети епизод.

## Кариера в дублажа
Карина Андонова започва да се занимава с дублажи на филми и сериали през пролетта на 2013 г., когато е на 8-годишна възраст. Първата ѝ роля в дублажа е тази на малкия Майк Вазовски в компютърно анимирания филм „Университет за таласъми“.
Занимава се активно с дублаж от 2021 г. Озвучава в дублажните студия „Александра Аудио“ и „Про Филмс“, за детските канали „Дисни Ченъл“ и „Никелодеон“, както и пълнометражни филми за кината, включително за „Дисни“. Работи с режисьори на дублажа като Петър Върбанов, Георги Стоянов, Мариета Петрова, Ива Стоянова и Сотир Мелев.

## Филмография
- „Съдилището“ (2014) – Сирийско момиче[4]
- „Barbarians Rising“ (2016) – малката Туснелда
- „Отдел Издирване“ (2021) – Надя, приятелка на Катя (в 10-ти епизод)

## Роли в озвучаването
1. „Аватар: Природата на водата“ – Кири (Сигорни Уийвър), 2022
2. „Айла и огледалата“ – Паола, 2024
3. „Голямото шоу на Бебе Акула“ – Виола (Кимбърли Брукс), 2021[6][7]
4. „Ела, изпей! 2“ – Нуши (Летиша Райт), 2021
5. „За душата“ – Кони, 2021
6. „Индиана Джоунс и реликвата на съдбата“ – Други гласове, 2023
7. „Истинските Шумникови“ – Луна Шумникова (София Удуард), 2023
8. „Истинските призрачни Шумникови“ – Луна Шумникова (София Удуард), 2024
9. „История с мумия“ – Ейми, 2021
10. „История с мумия 2“ – Ейми, 2022
11. „Клифърд, голямото червено куче“ – Емили Елизабет Хауърд (Дарби Камп), 2021[8][9]
12. „Крокодилът Лайл“ – Труди (Лирик Хърд), 2022[10]
13. „Круиз в джунглата“ – Други гласове, 2021
14. „Мей Червената панда“ – Аби, 2022[11][12]
15. „Отвътре навън 2“ – Досада (Адел Екзаркопулос), 2024[13]
16. „Спайдър-Мен: През Спайди-вселената“ – Други гласове, 2023
17. „Стихии“ – Марко и Други гласове, 2023
18. „Университет за таласъми“ – малкият Майк Вазовски, 2013
19. „Чуден свят“ – Азимут, 2022

## Други дейности
Андонова се занимава и с гримове, която е най-голямата й страст. Завършила е курс за киногрим в студио „Fiore Make Up“.
През август 2023 г. участва в четвъртия сезон на уеб риалити поредицата „Грим Мастърс“ с водещи Алина Манова и Слав Анастасов.

### Кариера като гримьор
1. танцовия пърформанс „Shift“ в Yalta Art Room[17]
2. събитието „Елроу“
3. музикалния клип „Лешояд“[18]
4. късометражния филм „Ангел“
5. предстоящия филм „Ретрограден Меркурий“